# Frank Costin
Frank Costin né le 8 juin 1920 et décédé le 5 février 1995 est un ingénieur aérodynamicien ayant essentiellement œuvré dans la construction automobile. Il a notamment amélioré la conception des châssis monocoques et adapté des techniques issues de l'aéronautique à l'aérodynamique automobile.

## Biographie
Après des études au Harrow College (en), il commence à travailler dans l'industrie aéronautique au sein d'entreprises comme General Aircraft, Airspeed, Supermarine, la Percival Aircraft Company ou encore la De Havilland Aircraft Company. C'est dans cette dernière entreprise qu'il travaille lorsqu'il rejoint l'industrie automobile en 1954. Cette année-là, il développera, à la demande de son frère Mike, ayant lui aussi travaillé chez De Havilland et étant à présent ingénieur chez Lotus Cars, la carrosserie de la future Lotus Mark VIII (en),. Les connaissances poussées de Costin en aérodynamique font du modèle une référence en termes de stabilité. Par la suite, Costin poursuit son partenariat avec Lotus et crée la carrosserie de la Lotus Eleven.
En 1956, lorsque l'entrepreneur Tony Vandervell (en) veut développer une monoplace capable de concurrencer la Scuderia Ferrari et Maserati en Formule 1, Colin Chapman, le patron de Lotus, lui conseille d'embaucher Costin. C'est ainsi que l'aérodynamicien s'inspire grandement de l'aéronautique pour développer la carrosserie de la Vanwall qui gagnera le tout premier championnat du monde des constructeurs en 1958,.
En 1957, Costin met au point la carrosserie de la Lotus Elite 14. Réalisée en fibre de verre et inspirée de l'aéronautique, elle présente un coefficient de traînée extrêmement faible pour l'époque. La même année, sa collaboration avec Maserati pour le développement de la carrosserie du modèle qui doit concourir aux 24 Heures du Mans est un échec mais cela n'empêche pas Costin de poursuivre son travail dans l'automobile que ce soit pour concevoir des Jaguar, un modèle de Formule 2 à châssis en bois, la March 711 ou encore ses propres voitures comme la Costin Amigo (en), la TMC Costin (en) et la Costin Sports Roadster (en).
En 1959, il s'associe à Jem Marsh pour fonder l'entreprise Marcos, spécialisée dans la fabrication de voitures de courses. Costin réalisera notamment un châssis en contreplaqué marine à la fois léger et résistant et dessinera les carrosseries des premiers modèles jusqu'en 1961, date à laquelle il quitte l'entreprise à la suite d'un différend avec Marsh concernant le design des véhicules. Toutefois, le châssis en contreplaqué continuera d'équiper des Marcos jusqu'en 1969.
Durant les dernières années de sa vie, il s’attèlera à la fabrication de planeurs, à la nage qu'il pratiquait à haut niveau dans sa jeunesse ainsi qu'à la composition musicale. Il décède le 5 février 1995.